# La Villa de Don Fadrique
La Villa de Don Fadrique là một đô thị trong tỉnh Toledo, Castile-La Mancha, Tây Ban Nha.
Dân số 4.214 người, diện tích 83 km². Mật độ 49/km², vào năm 2001. Kinh tế dựa trên nông nghiệp và đồ gỗ.